# Казанцева, Надежда Аполлинарьевна
Надежда Аполлинарьевна Каза́нцева (2 (15) марта 1911, Иркутск, Российская империя — 28 июня 2000, Москва, Россия) — советская певица (колоратурное сопрано). Народная артистка РСФСР (1947). Лауреат Сталинской премии третьей степени (1950).

## Биография
Н. А. Казанцева родилась 2 марта 1911 года (15 марта 1911) в Иркутске в семье польского дворянина В. А. Савицкого. Когда Надежде было три года, родители развелись. Вскоре её удочерил новый муж матери, военный врач Аполлинарий Иннокентьевич Казанцев.
Училась в училище по классу фортепиано (педагог Е. Г. Городецкая, ученица А. Рубинштейна). Серьёзно увлеклась пением. Не окончив учёбу на педагогическом факультете Иркутского университета, отправилась в Москву, где обучалась пению у Л. Я. Шор-Плотниковой, ученицы Дезирэ Арто, которая, в свою очередь, была любимой ученицей Полины Виардо). В 1930—1932 годах работала пианисткой-аккомпаниатором в Иркутском радиокомитете. В 1934 году начала выступать как концертная певица. С 1935 года работала на Всесоюзном радио в качестве солистки. В 1944 году дебютировала на сцене Большого театра, исполнив партию Виолетты в «Травиате». После шести успешных спектаклей получила предложение войти в штат театра, но предпочла заниматься концертной деятельностью: 

«Я решила, что у меня всё-таки больше склонность, больше данных, да, пожалуй, больше любви к концертно-исполнительской деятельности. Я люблю мелкую, ювелирную работу. Мне доставляет огромное наслаждение из минутного романса сделать законченный рисунок, акварельный рисунок, пастельный рисунок…»— Надежда Казанцева
 Выступала с гастролями в Дании, Китае, Италии, Польше, Венгрии, Болгарии. Вместе с Зарой Долухановой и Максимом Дормидонтовичем Михайловым с триумфом выступили на фестивале «Флорентийский май» в Италии. В 1951 году была первой советской певицей, выступившей с сольной программой в послевоенном Лондоне. Она давала концерты, посвящённые целиком творчеству отдельных композиторов, среди которых С. Рахманинов, П. Чайковский, М. Глинка, А. Аренский, А. Глазунов, из европейских композиторов — Ф. Шуберт, Г. Вольф, И. Брамс, Э. Григ, Л. Делиб, Ж. Масснэ, К. Сен-Санс, З. Шоссон, К. Дебюсси и М. Равель. Певица любила открывать слушателям новые, не звучавшие ранее произведения. Она стала одной из первых пропагандисток вокальной музыки Николая Метнера. Была первой исполнительницей «Концерта для голоса с оркестром» композитора Рейнгольда Глиэра. Первое исполнение концерта состоялось в Москве 12 мая 1943 года с оркестром Всесоюзного Радио, дирижёр А. И. Орлов. В 1947 году концерт прозвучал в Вене в Большом зале «Мюзикферайна» с оркестром Венского радио, дирижировал Рудольф Моральт. Надежда Казанцева спела «Концерт для голоса с оркестром» более чем с 60 различными дирижёрами.
В 1956 году стала руководителем вновь созданного Всероссийского гастрольно-концертного объединения, много лет совмещая эту работу с активной концертной деятельностью.
Закончив свой последний, 47-й концертный сезон, Надежда Аполлинарьевна Казанцева, пришла в недавно созданный Московский детский музыкальный театр педагогом-консультантом, чтобы поддержать свою подругу Н. И. Сац, и проработала в театре 17 лет.
Н. А. Казанцева жила в Москве в Панкратьевском переулке, 4 и на Котельнической набережной, 1/15. Умерла 28 июня 2000 года. Похоронена в Москве на Ваганьковском кладбище рядом с могилой своего педагога Л. Я. Шор-Плотниковой, у которой брала уроки на протяжении всей жизни.
Дочь — Ирина Александровна Казанцева (1938—2019), доктор медицинских наук, профессор.

## Награды и премии
- Орден Трудового Красного Знамени (27 октября 1967).
- Народная артистка РСФСР (1947).
- Заслуженная артистка РСФСР (20 декабря 1944).
- Сталинская премия третьей степени (1950) — за концертно-исполнительскую деятельность.

## Публикации
- Грошева Е. Надежда Казанцева // Советская музыка. — 1958. — № 9. — С. 114—115.
- Туманов A. Надежда Казанцева // Советская музыка. — 1963. — № 4. — С. 88—89.
- Яковенко, Сергей. И довелось, и посчастливилось…. — М. : Композитор. — 440 с. — 500 экз. — ISBN 5-85285-284-8.